# Ricchi & Poveri (album 1976)
Ricchi & Poveri è un album/raccolta in studio pubblicato dal gruppo italiano dei Ricchi e Poveri nel 1976, su etichetta Fonit Cetra.
L'album non deve essere confuso con l'omonima raccolta Ricchi & Poveri, uscita in vinile nel 1978, sempre per la Fonit Cetra. Questo album del 1976 contiene brani editi ed inediti, realizzati tra il 1972 e il 1974. Due brani ricompaiono anche nella citata omonima raccolta del 1978, Una musica e Un diadema di ciliegie: la prima, scritta da Paolo Limiti, fu una delle sigle di Rischiatutto; la seconda, invece, fu presentata al Festival di Sanremo nel 1972, classificandosi all'11º posto dopo i due secondi posti delle due edizioni precedenti. Si trattava della terza presenza di séguito a Sanremo del gruppo. L'album/raccolta del 1976 contiene anche un altro brano sanremese, Dolce frutto, presentato al Festival nel 1973, e arrivato al 4º posto (quarta partecipazione consecutiva alla manifestazione ligure, a cui hanno preso parte per cinque volte come quartetto, e che vinceranno poi, come trio, nel 1985). In totale, i brani del disco sono dieci. Di questi, tutti sono già stati pubblicati su 45 giri, cinque su lati A (Un diadema di ciliegie, Pomeriggio d'estate, Una musica, Dolce frutto e Piccolo amore mio) e gli altri cinque su lati B, ma solo due sono già stati inseriti in album precedenti a questo (Dolce è la mano e Un diadema di ciliegie), perciò gli altri sono inediti su supporto 33 giri.
Questo LP viene pubblicato, poi, nel 1978 per il mercato tedesco con titolo e tracce invariati.
Sempre su etichetta Fonit Cetra, nel 1976 i Ricchi e Poveri pubblicano anche un altro album, una specie di concept, intitolato I musicanti, contenente brani totalmente inediti. Due pezzi tratti da questo nuovo disco vennero portati al Festival di Sanremo di quell'anno, noti collettivamente come «2 storie di musicanti», con cui ottengono il loro peggiore piazzamento storico (13º posto). Sempre nel 1976, viene ristampata la raccolta intitolata Un diadema di successi, datata 1972, per la nota serie 'Lineatre', realizzata dalla casa discografica RCA Italiana, il cui titolo è evidentemente ispirato al brano sanremese del 1972, Un diadema di ciliegie.

## Tracce
Lato A
1. Una musica - 1972 (Paolo Limiti, Maurizio Seymandi, Mike Bongiorno/Mario Migliardi)
2. Dolce è la mano - 1973 (Franco Gatti, Angelo Sotgiu, Armando Toscani)
3. Grazie mille - 1973 (Carlo Nistri, Cristiano Minellono/Angelo Sotgiu, Franco Gatti)
4. Il fantasma - 1972 (Paolo Limiti/Mario Migliardi)
5. Dolce frutto - 1973 (Cristiano Minellono/Umberto Balsamo)

Lato B
1. Piccolo amore mio - 1973 (Cristiano Minellono/Angelo Sotgiu, Franco Gatti)
2. Pomeriggio d'estate - 1972 (Carlo Nistri, Claudio Mattone)
3. Un diadema di ciliegie - 1972 (Romano Bertola)
4. La figlia di un raggio di sole - 1972 (Carlo Nistri/Angelo Sotgiu, Franco Gatti)
5. Anche tu - 1972 (Sergio Bardotti/Luis Bacalov)

## Crediti
- Gian Piero Reverberi: produzione A1, A2, A3, A4, A5, B4
- Cristiano Minellono/Angelo Sotgiu/Franco Gatti: produzione B1
- Carlo Nistri: produzione B2
- Ed. Usignolo/Puccio: edizioni musicali A1, A4
- Ed. Usignolo/Festival: edizioni musicali A2
- Ed. Usignolo: edizioni musicali A3, B3, B4
- Ed. Usignolo/Iller: edizioni musicali A5
- Ed. RCA: edizioni musicali B2
- Ed. Usignolo/Vianello: edizioni musicali B5

## Dettagli pubblicazione
| Paese  | Data | Etichetta   | Formato | Nº Catalogo |
| ------ | ---- | ----------- | ------- | ----------- |
| Italia | 1976 | Fonit Cetra | 33 giri | SFC 110     |

Pubblicazione & Copyright: 1976 - Fonit Cetra.

Distribuzione: Fonit Cetra.